# Ai sponge
ai_sponge (укр. ші_губка) — назва каналів на Twitch, Kick і YouTube, який використовував штучний інтелект (ШІ; англ. AI, Artificial intelligence) для створення контенту в прямому ефірі з персонажами анімаційної франшизи «Губка Боб Квадратні Штани». 
Пряма трансляція стартувала 5 березня 2023 року і використовувала 3D-моделі Unity персонажів Губки Боба разом з голосами, згенерованими Uberduck AI на основі голосу акторів мультсеріалу. Глядачі могли пропонувати теми для розмови персонажа через Discord-сервер каналу, що часто призводило до невідповідних результатів. 26 липня 2023 року трансляцію ai_sponge було офіційно припинено через численні попередження щодо авторських прав від Paramount Global і публічних голосів Uberduck. 

## Історія
Канал був створений на хвилі успіху Nothing, Forever —каналу Twitch, який безперервно транслював створений штучним інтелектом ситком на основі Сайнфельда. Канал ai_sponge швидко набув популярності, зібравши 48 000 підписників протягом 2 днів, перш ніж його назавжди заблокував Twitch. З березня по липень 2023 року канал переміщали на кілька каналів YouTube. Відтоді ролики з прямих трансляцій стали вірусними на YouTube і Twitter.